# ديفيد غارلاند (لاعب كرة قدم)
ديفيد غارلاند (بالإنجليزية: David Garland)‏ هو لاعب كرة قدم بريطاني في مركز الهجوم، ولد في 18 يونيو 1948 في غريمسبي ‏ في المملكة المتحدة. لعب مع سكونثورب يونايتد وغريمسبي تاون.